# Can Llobera (Vilademuls)
Can Llobera és una masia historicista de Vilademuls (Pla de l'Estany) inclosa a l'Inventari del Patrimoni Arquitectònic de Catalunya.

## Descripció
Edifici molt modificat al llarg del temps. L'actual està recolzat sobre una planta baixa formada per voltes de canó de morter i carreus, sobre la qual s'aixequen dues plantes i unes golfes no practicables. Les finestres són balconeres i estan ordenades al voltant de totes les façanes. La coberta és a dues aigües, amb el carener orientat oest/est. Destaca la torre, d'aspecte decoratiu: és de planta quadrada i està elegantment rematada per una cornisa decorada amb rajoles vidriades de colors. A cada costat de la torre s'obren dos finestres aparellades d'aspecte arabitzant.
L'accés principal és a la façana de llevant on, a través d'una escala, es puja al primer pis i s'accedeix a l'interior per una porta dovellada. Destaca la finestra gòtica a un costat de l'accés.

## Història
De l'antiga casa Llobera queden poques restes. L'accés es feia per la façana nord, on encara es poden observar les restes d'una antiga porta dovellada mig enterrada per les noves construccions. També hi ha restes de pilars de pedra escairada i ben treballada, amb capitell, embeguts a les voltes de canó de la planta baixa. La casa antiga era un pis més baixa que l'actual. A principis d'aquest segle la masia es va transformar de manera radical: la porta dovellada de l'entrada i la finestra gòtica foren traslladades de la casa vella. A l'interior es conserva un interessant mobiliari, destacant un armari de 1707 a la sala.
La casa és documentada des de principis del segle xiv.